# Fencooperita
La fencooperita és un mineral de la classe dels silicats. Rep el nom del col·leccionista de minerals californià, Joseph Fenimore Cooper Jr. (30 d'abril de 1937 – 6 de juny de 2017). Va ser un àvid col·leccionista de minerals occidentals dels Estats Units, especialment a Califòrnia i Nevada, i va contribuir a més d'una vintena de publicacions.

## Característiques
La fencooperita és un silicat de fórmula química Ba₆Fe³⁺₃Si₈O₂₃(CO₃)₂Cl₃(H₂O). Va ser aprovada com a espècie vàlida per l'Associació Mineralògica Internacional l'any 2000. Cristal·litza en el sistema trigonal. La seva duresa a l'escala de Mohs es troba entre 4,5 i 5.
Segons la classificació de Nickel-Strunz, la fencooperita pertany a «09.BH - Sorosilicats amb anions Si₃O10, Si₄O11, etc.; cations en coordinació tetraèdrica [4] i major coordinació» juntament amb els següents minerals: aminoffita, kinoïta i akatoreïta.

## Formació i jaciments
Va ser descoberta al dipòsit de bari i silicats de Trumbull Peak, al districte miner de Clearing House, dins el comtat de Mariposa (Califòrnia, Estats Units). També ha estat descrita a Big Creek, al comtat de Fresno, també a l'estat nord-americà de Califòrnia. Aquests dos indrets són els únics de tot el planeta on ha estat descrita aquesta espècie mineral.